# Valencia-Rundfahrt 2007
Die 65. Valencia-Rundfahrt fand vom 27. Februar bis 3. März 2007 statt. Das Radrennen wurde in fünf Etappen über eine Distanz von 771,6 Kilometern ausgetragen.
| Etappe    | Tag         | Start – Ziel                | km    | Etappensieger       | Führender           |
| --------- | ----------- | --------------------------- | ----- | ------------------- | ------------------- |
| 1. Etappe | 27. Februar | Alzira – Alzira             | 162,7 | Daniele Bennati     | Daniele Bennati     |
| 2. Etappe | 28. Februar | Calp – Calp                 | 148,2 | Alessandro Petacchi | Alessandro Petacchi |
| 3. Etappe | 1. März     | Villarreal – Villarreal     | 151,8 | Daniele Bennati     | Daniele Bennati     |
| 4. Etappe | 2. März     | Albaida – Alto Del Campello | 162   | Alberto Contador    | Alejandro Valverde  |
| 5. Etappe | 3. März     | Valencia – Valencia         | 146,9 | Daniele Bennati     | Alejandro Valverde  |